# Laprugne
 Laprugne  là một xã ở tỉnh Allier thuộc miền trung nước Pháp.